# Баян (Огузский район)
Баян (азерб. Bayan) — село в Огузском районе Азербайджана.

## География
Расположено в 4 км к югу от районного центра города Огуз.

## История
Баян был известен ранее как одно из удинских сел региона.
В годы Российской империи село Баян (Баянъ) находилось в составе Нухинского уезда Елизаветпольской губернии.
В своде статистических данных о населении Закавказского края 1886 года упоминается село Баянъ Варташинского сельского общества с жителями азербайджанцами указанными как «татары». 
Число жителей — 172 человека. Вероисповедание - мусульмане-сунниты.
В Памятной книжке Елисаветпольской губернии на 1910 год, указывается селение Баянъ Джалуто-Джугутлярского сельского общества с населением 236 человек. Жители обозначаются как азербайджанцы (в источнике татары).
По данным «Кавказского календаря» на 1912 год в селе проживало 176 человек, в основном азербайджанцев, указанных в календаре как «татары».

## Инфраструктура
В селе действуют средняя общеобразовательная школа имени шехида Мехди Керимова, детский сад, библиотека, клуб, фельдшерский пункт, АТС.

## Население
Согласно данным Азербайджанской сельскохозяйственной переписи 1921 года в селе Баян имелось 100 хозяйств, население составляло 387 человек указанных как  азербайджанские тюрки (то есть азербайджанцы), из них 221 мужчин и 176 женщин.
По состоянию на 1976 год население села составляло 1239 человек.
По переписи на 2009 год численность населения села Баян составляло 1745 человек. Из них мужчин — 842 человека, женщин — 903.

## Известные уроженцы
- Керимов Мехди Таджи оглы — участник Карабахской войны, шахид. Его имя носит средняя школа села Баян[11].
- Ильязов Техран Фаррух оглы — участник Карабахской войны, шахид[12].